# Langrippiges Goldmoos
Das Langrippige Goldmoos (Homalothecium philippeanum) ist eine Laubmoos-Art aus der Familie Brachytheciaceae. Der Artname philippeanum bezieht sich auf Xavier Philippe (1802–1866), einem französischen Naturwissenschafter.

## Merkmale
Die kräftigen, bis 8 Zentimeter großen Pflanzen mit niederliegendem Stämmchen, büscheliger Verzweigung und Stolonen bilden reingrüne oder gelbgrüne Rasen. Die Äste sind auch trocken gerade. Die dicht gedrängt aufrecht abstehenden Blätter sind drei Millimeter lang, lanzettlich und lang zugespitzt, stark längsfaltig und an den Rändern rings fein gesägt. Die Blattrippe reicht bis in die Blattspitze. Die Zellen in der Blattmitte sind linealisch, am Blattgrund oval bis länglich und getüpfelt.
Die Geschlechterverteilung ist diözisch. Die Seta ist glatt, rotbraun und bis 1,5 Zentimeter lang, die Kapsel aufrecht und zylindrisch, der Deckel kegelig bis geschnäbelt. Die Sporen sind 14 bis 18 Mikrometer groß.

## Standortansprüche
Die Art ist kalkliebend und wächst an trockenen bis frischen, schattigen Standorten hauptsächlich in montanen Höhenlagen. Häufig ist sie in Wäldern auf kalkreichem Gestein oder weniger oft am Grund von Bäumen, besonders Rotbuchen, zu finden.

## Verbreitung
Weltweit ist die Art besonders in Europa verbreitet, weitere Vorkommen gibt es in der Türkei, im Kaukasus, in Teilen Asiens und im nördlichsten Afrika. In Europa liegt der Verbreitungsschwerpunkt in den mitteleuropäischen Gebirgen. In den nördlichen Kalkalpen kommt die Art zerstreut bis häufig vor. In Nordeuropa und auf den Britischen Inseln wurde sie nicht nachgewiesen.